# Качарська селищна адміністрація
Кача́рська селищна адміністрація (каз. Қашар кенттік әкімдігі, рос. Качарская поселковая администрация) — адміністративна одиниця у складі Рудненської міської адміністрації Костанайської області Казахстану. Адміністративний центр та єдиний населений пункт — селище Качар.
Населення — 10195 осіб (2021; 11357 у 2009, 10731 у 1999, 13268 у 1989).